# Qualificazioni al campionato europeo di football americano 1989
Questa voce raccoglie un approfondimento sui risultati degli incontri e sulle classifiche per l'accesso alla fase finale del Campionato europeo di football americano 1989.

## Squadre partecipanti
Hanno partecipato alle partite di qualificazione 8 squadre:
| Pr. | Squadra       | Data di iscrizione | Partecipante in quanto | Ultima partecipazione ad un campionato europeo |
| --- | ------------- | ------------------ | ---------------------- | ---------------------------------------------- |
| 1   | Norvegia      |                    |                        |                                                |
| 2   | Gran Bretagna |                    |                        |                                                |
| 3   | Francia       |                    |                        |                                                |
| 4   | Finlandia     |                    |                        |                                                |
| 5   | Paesi Bassi   |                    |                        |                                                |
| 6   | Svezia        |                    |                        |                                                |

## Risultati

### Girone Nord

#### Tabellone
|  | Semifinali | Semifinali | Semifinali |          |   | Finale    | Finale    | Finale |  |
|  |            |            |            |          |   |           |           |        |  |
|  |            |            |            |          |   | Finlandia | Finlandia | 49     |  |
|  |            |            |            |          |   | Finlandia | Finlandia | 49     |  |
|  |            |            | Norvegia   | Norvegia | 0 |           |           |        |  |
|  | Norvegia   | Norvegia   | Norvegia   | Norvegia | 0 | 13        |           |        |  |
|  | Norvegia   | Norvegia   |            |          |   |           |           |        |  |
|  | Svezia     | Svezia     | 0          |          |   |           |           |        |  |

#### Semifinale
| 1988 | Norvegia | 13 – 0 | Svezia |  |

#### Finale
| Helsinki 6 maggio 1989 | Finlandia | 49 – 0 | Norvegia |  |

### Girone Sud

#### Tabellone
|  | Semifinali  | Semifinali  | Semifinali |         |   | Finale        | Finale        | Finale |  |
|  |             |             |            |         |   |               |               |        |  |
|  |             |             |            |         |   | Gran Bretagna | Gran Bretagna | 35     |  |
|  |             |             |            |         |   | Gran Bretagna | Gran Bretagna | 35     |  |
|  |             |             | Francia    | Francia | 6 |               |               |        |  |
|  | Paesi Bassi | Paesi Bassi | Francia    | Francia | 6 | 6             |               |        |  |
|  | Paesi Bassi | Paesi Bassi |            |         |   |               |               |        |  |
|  | Francia     | Francia     | 13         |         |   |               |               |        |  |

#### Semifinale
| Amsterdam | Paesi Bassi | 6 – 13 | Francia |  |

#### Finale
| Birmingham 29 aprile 1989 | Gran Bretagna | 35 – 6 | Francia | Alexander Stadium |

### Verdetti
- Gran Bretagna e Finlandia ammesse al Campionato europeo di football americano 1989.